# Molophilus (Molophilus) spinilobatus
Molophilus (Molophilus) spinilobatus is een tweevleugelige uit de familie steltmuggen (Limoniidae). De soort komt voor in het Oriëntaals gebied.